# Tes Schouten
Tes Schouten (Bodegraven, 31 dicembre 2000) è una nuotatrice olandese, vincitrice di un bronzo olimpico, di quattro medaglie mondiali (un argento ed un bronzo sia in vasca lunga, sia in vasca corta) e di tre medaglie europee (un bronzo nella vasca da 50 metri, un oro ed un bronzo in quella da 25).

## Palmarès
- Giochi olimpici

Parigi 2024: bronzo nei 200m rana.
- Mondiali

Fukuoka 2023: bronzo nei 200m rana.
Doha 2024: oro nei 200m rana, argento nei 100m rana.
- Mondiali in vasca corta

Melbourne 2022: argento nei 100m rana e bronzo nei 200m rana.
- Europei

Roma 2022: bronzo nella 4x100m misti.
- Europei in vasca corta

Otopeni 2023: oro nei 200m rana, bronzo nei 100m rana.
- Giochi europei

Baku 2015: argento nella 4x100m misti.
- Europei giovanili

Netanya 2017: argento nei 100m rana.